# Центр імміграційних досліджень
Не плутати з Центром досліджень міграції в Нью-Йорку та Службами громадянства та імміграції США.
Центр імміграційних досліджень (англ. The Center for Immigration Studies, CIS) – неприбуткова дослідницька організація, яка сприяє значно нижчим імміграційним числам та проводить дослідження, щоб покращити ці результати. [3] Заснована у 1985 році як відділення Федерації американської імміграційної реформи (FAIR) [4]. Місія центру self-described полягає в тому, щоб надати імміграційним політикам, академічному співтовариству, засобам масової інформації та зацікавленим громадянам достовірну інформацію про соціальні, економічні, екологічні, безпечні та фіскальні наслідки легальної та нелегальної імміграції в США. [5]
Кілька доповідей, опублікованих Центром імміграційних досліджень, були оскаржені вченими з питань імміграції; широким спектром аналітичних центрів; фактологами, такі як PolitiFact, FactCheck.org, Washington Post, Snopes, CNN та NBC News; і імміграційно-дослідницькими організаціями. Критики звинувачують CIS в екстремістських націоналістських поглядах та зв'язках з білими верховенстними групами, які CIS відкидає.

## Історія, правління та фінансування
Центр імміграційних досліджень був заснований Джоном Тантоном, якого CNN описує " відлюдькуватим мічиганським офтальмологом, який відкрито підтримував – eugenics, науку про поліпшення генетичної якості людського населення шляхом заохочення до селекційного розмноження і часом виступав за стерилізацію генетично небажаних груп. [6] Хілл зазначає, що протидія Тантона імміграції обумовлена бажанням скоротити населення та захистити етнічну білу більшість [7].
Членами правління CIS були:
- Вернон Бріггс, Корнельський університет
- Леон Був'єр, Університет Старого Домініона
- Роджер Коннер, юридичний факультет Вандербільта
- Отіс Грем, Університет Північної Кароліни
- Джордж У. Грейсон, Коледж Вільяма та Марії
- Малкольм Ловелл
- Френк Морріс, колишній державний університет Моргана та колишній виконавчий директор Фонду Чорного Кавказького Конгресу
- Ліз Паддок

Кілька членів-засновників все ще знаходяться у Раді, яку очолює колишній адвокат США Пітер Нуньес та включає в себе Ян Ц. Тінг з юридичної школи в Темплі та T. Willard Fair з Міської ліги  Великого Маямі [9]. Джордж Боржас, професор економіки та соціальної політики в Школі Гарвардського університету імені Кеннеді, був одностороннім членом SIC.
CIS була наділена консервативним [11] [12] [13] [14] ярликом,який вона згодом відкинула. [15] Після того, як історія Національного громадського радіо ( НГР)описує CIS як "рішуче праву", Едвард Шумахер-Матос, тодішній омбудсмен НГР стверджував, що це неправильне визначення  SIC, відзначаючи "політичну різноманітність" організації [16].
Фінансування здійснюється з внесків та субсидій приватними фондами, починаючи від контрактів з Бюро перепису населення та Міністерством юстиції, а також з пожертвувань окремих осіб [9], включаючи пожертвування, здійснені через об'єднану федеральну кампанію [17].

## Діяльність

### Публікації
Центр імміграційних досліджень безкоштовно публікує на своїх вебсайтах: книги та публікації, різноманітні оголошення, наукові доповіді, меморандуми, опитування та статті, стенограми, панельні дискусії, показання та відео Конгресу. [18] Організація також ведеє блог. [19] Публікації організації розглядають теми, що стосуються як незаконної, так і легальної імміграції.

### Свідчення конгресу
Персонал Центру був покликаний давати свідчення перед законодавцями федеральних і штатних держав десятки разів і за численними предметами в імміграції. [20] У 2006 та 2007 роках, коли Конгрес США взявся за комплексну імміграційну реформу, вони дали свідчення Конгресу 27 разів.

### Нагорода Євгена Каца
Центр нагороджує щорічною премією Євгена Каца журналістів, за майстерне охоплення питань, які стосуються проблем імміграції. Зазначена організацією мета нагороди полягає в тому, щоб сприяти повній та правдивій інформації про цю спірну та складну проблему. [21] Нагорода названа в честь  Євгена Каца, корінного жителя Нью-Йорка, який розпочав свою кар'єру  репортером для Daily Oklahoman.
Премію Євгена Каца отримали:
- 2016: Мішель Малкін, автор 2015 рік
- Ніл Мунро, The Daily Caller 2014 рік:
- Бонні Ербе, організація "В протилежність", PBS
- 2013 рік: Боб Сейгал, WTHR Indianapolis
- 2012: Сара Рілі, Daily News
- 2011: Лео В. Бенкс, журнал Tucson Weekly
- 2010: Арнольд Шапіро, виконавчий продюсер національної безпеки США
- 2009: Джексон Ван Дербекен, Хроніка Сан-Франциско  2008: Хізер Мак Дональд, the City Journal
- 2007: Стівен Дінан, The Washington Times
- 2006: Сара Картер, the Inland Valley Daily Bulletin
- 2005: Джеррі Сепер, The Washington Times
- 2004: Лу Доббс, Лу Доббс Сьогодні вночі
- 2003: Джоел Моубрей, Національний огляд
- 2002 : Август Гріббін, The Washington Times
- 2000: Вільям Бранігін, The Washington Post
- 1999: Джейн Нобл Суллер і Ед Тіммс, Ранкові Новини Далласу
- 1998: Маркус Стерн, Служба новин Коплі 1997: Джонатан Тилов, Newhouse News Service

## Політичні позиції

### Виснаження через застосування
Центр виступає за політику, яка називається "виснаження через застосування". Марк Крікорян, виконавчий директор CIS, описав цю політику так: 
Зниження незаконного населення шляхом послідовного та всебічного застосування імміграційного законодавства. Зупинити поселення нових нелегалів, збільшити депортації, наскільки це можливо, і, що найважливіше, збільшивши кількість уже зареєстрованих нелегалів, які здаються і депортуються, Сполучені Штати можуть призвести до щорічного зменшення кількості нелегалів, замість того, щоб дозволити їм постійно збільшуватися. Ідеться, іншими словами, не лише про скорочення нелегальної імміграції, а й про постійне зниження загальної кількості нелегальних іммігрантів, які вже живуть у Сполучених Штатах. 

Крикорян написав у 2005 році, що Центр не бажає амністії нелегальних іноземців та масової депортації, але оскільки федеральний уряд не може швидко депортувати 10-12 мільйонів незаконних іноземців, єдиною альтернативою є легалізація - тобто амністія "[25]
Крикорян сказав, що він відкидає можливість масової депортації за трьома основними причинами: [25]
- •"По-перше, ми просто не можемо знайти, затримати і депортувати 10-12 мільйонів людей за такий короткий проміжок часу".
- •"По-друге, навіть якщо б ми мали можливість магічно перемістити мільйони нелегалів, економічний зрив від такої різкої зміни зробить перехід більш болючим, ніж потрібно для тих підприємств, які стали залежними від незаконної праці".
- •"І, нарешті, політична підтримка нового зобов'язання, щодо здійснення правопорядку може бути підірвана, якщо в кожній американській вітальні відбудеться трансляція biblical proportions".

### Населення та довкілля
Центр стверджував, що існує несприятливий вплив імміграції на довкілля [26].
Серія вебвідео, опублікована Центром імміграційних досліджень, стверджує, що контрабанда нелегальних мігрантів уздовж південного кордону США завдала шкоди довкіллю [27].  Кадри з прихованих камер показали, що різноманітні маршрути контрабанди через федеральні землі в південній частині штату Аризона посягали на зони дикої природи і залишали сміття.
Центр також стверджував, що легальна та нелегальна імміграція негативно впливає на збільшення населення країни. Центр імміграційних досліджень заявив, що якщо чинна імміграційна політика буде існувати, майбутні іммігранти та їхні нащадки збільшать населення Сполучених Штатів приблизно на 100 мільйонів чоловік протягом наступних п'ятдесяти років [28] [29]. Центр заявив, що це призведе до збільшення викидів СО2 та інших екологічних збитків [30].
[коли?]

## Суперечливі звіти
Центр імміграційних досліджень був підданий критиці за періодичні публікації звітів, які вважаються оманливими та використовують погану методологію вчених щодо імміграції; аналітичні центри, такі як Центр з питань бюджету та пріоритетів політики, Катонський інститут, [31] Інститут міст [32] та Центр американського прогресу; фактологи, такі як FactCheck.org, PolitiFact Washington Post, Snopes та NBC News; та імміграційно-дослідницьких організацій (таких як Інститут міграційної політики та Центр імміграційної політики [33]).
У вересні 2011 року CIS опублікувала звіт "Хто виграв від зростання робочих місць у Техасі"? кажучи, що в період 2007-2011 років іммігранти (легальні та нелегальні) зайняли 81% новостворених робочих місць у державі [34]. За словами Джефрі Паселя, старшого демографа для, the Pew Hispanic Center у дослідженні  SIC є багато методологічних проблем [35]. Чак Деворе, консерватор Фонду публічної політики Техасу, критикував цей звіт. [36] Згодом SIC відповіла на критику Деворе [37]. Згодом цитували Мітт Ромні та Девід Фрум. Politifact, оцінюючи заяви Фрума та Ромні, зазначила, що доповідь СНД «визнає, що« оцінка нелегальної імміграції не є точною ». Але методологічні недоліки також послаблюють впевненість у статистиці Ромні. Зрештою, ми думаємо, що автори доповіді та її критики містять розумні моменти. У загальній картині ми погоджуємося з Чаком Деворе - консервативним критиком дослідження - що "спроба зробити висновки про імміграцію та зайнятість в Техасі в відриві від інших чинників є проблемою в кращому випадку". Але ми також погоджуємося з виконавчим директором Центру імміграційних досліджень Марком Крікоріаном. [35] [38].
У серпні 2008 року SIC опублікувала  звіт "Імміграція до Сполучених Штатів" та "Всесвітні викиди парникових газів", хоча емігранти в США мали в середньому на 18% менше викидів вуглекислого газу, ніж американці, вони "виробляють приблизно в чотири рази більше СО2 в Сполучених Штатах "[39]. Аманда Петерсон Beadle в ThinkProgress сказала, що цей висновок був" просто абсурдним ", оскільки він використовував" глибоко помилкову методологію "прийому доходів в США як сурогат на викиди СО2. [40] Ендрю Лайт з Центру американського прогресу не вирішив проблеми з методологією звіту, але стверджував, що існують кращі та більш прямі способи обмеження викидів США, ніж скорочення імміграції. [41]

## зовнішні посилання
- Center for Immigration Studies official website [Архівовано 18 грудня 2017 у Wayback Machine.]